# Erwin Gross (Maler)
Erwin Gross (* 6. April 1953 in Langenbrücken, Baden) ist seit 1989 Professor für Malerei an der Staatlichen Akademie der Bildenden Künste Karlsruhe, deren Rektor er von 2000 bis 2012 war.
Er studierte selbst an der Karlsruher Akademie bei Peter Ackermann und war während seiner Studienzeit zeitweise als Vorsitzender des Allgemeinen Studierendenausschuss (AStA) auch in der Studentenvertretung aktiv. Der Künstler lebte und arbeitete für längere Zeit bei De Ateliers in Haarlem, Niederlande.
1982 war Erwin Gross Teilnehmer der documenta 7. Er hatte zahlreiche Einzelausstellungen, unter anderem in London, Amsterdam, Basel, Frankfurt, Berlin, Baden-Baden und Karlsruhe. Erwin Gross lebt und arbeitet in Karlsruhe.

## Ausstellungen (Auswahl)
- 1982: Teilnahme an der documenta 7, Kassel,
- 1984: Waddington Gallery, London, und Stedelijk Museum Amsterdam,
- 1988: Galerie Neuendorf, Frankfurt/Main,
- 1997: Staatliche Kunsthalle Baden-Baden,
- 2000: Fliegende Inseln, Toni Merz Museum, Sasbach, und Transarcadia revisited, Skulpturenhalle Basel
- 2004: Forum für Kunst, Heidelberg
- 2005: Galerie Westend, München
- 2008: Städtische Galerie Karlsruhe
- 2011: Kunstverein Reutlingen